# False Claims Act
Le False Claims Act (ou Loi Lincoln) de 1863 est une loi fédérale américaine promulguée lors de la guerre de Sécession afin de protéger l'État contre la fraude d'entreprises ayant passé des contrats publics. La loi est l'un des mécanismes associés au whistleblowing.
Cette loi, modifiée notamment en 1986, 2008 et par le Patient Protection and Affordable Care Act de 2010, inclut une disposition qui tam (en), laquelle permet à des personnes physiques d'engager une action contre une firme au nom de l’État, étant ainsi récompensée par une partie du montant de l'amende (entre 15 et 30 %). 
L’État a récupéré pour le budget fédéral des États-Unis environ 22 milliards de dollars grâce à cette loi entre 1987 et 2008.